# Jardín botánico subtropical de Nagasaki
El Jardín botánico subtropical de Nagasaki en japonés: 長崎県亜熱帯植物園 Nagasaki-ken Anettai Shokubutsuen, es un jardín botánico y palmetum especializado en plantas subtropicales, en Nagasaki, en la Prefectura de Nagasaki, Japón.
Está administrado por el Ministerio Nacional de Medio Ambiente a través de la Prefectura de Nagasaki.

## Localización
El jardín botánico está situado en el extremo suroeste de la península de Shimabara en una colina junto al mar donde el terreno se convierte en un acantilado, frente al mar en la Bahía Tachibana que lleva al Mar de la China Oriental de Amakusanada.
Se encuentra en el lado este de la cadena montañosa que atraviesa el centro de la península rodeada por el mar, a unos 30 km del centro de la ciudad de Nagasaki, y a cerca de una hora en coche de la ciudad Nomozaki en un extremo de la península de Nagasaki.
Nagasaki-ken Anettai Shokubutsuen, Wakimisakimachi 833 Nagasaki-shi, Nagasaki-ken 850-8685 Kyūshū-jima Japón.
Planos y vistas satelitales.32°35′33.8″N 129°48′3.9″E / 32.592722, 129.801083
El jardín es visitable por el público en general, pagando una tarifa de entrada.

## Historia
La andadura del jardín botánico subtropical de Nagasaki comenzó cuando el "Ministerio Provincial de Agricultura y Silvicultura" que tenía previsto el suministro de plántulas y un centro de producción de plantas ornamentales tropicales y subtropicales, como parte del desarrollo industrial en el año 1963, estableció un jardín en Nagasaki para cultivar palmas, flores y árboles subtropicales.
Viendo que el lugar reunía elementos suficientes como un destino turístico, siguiendo un plan de cinco años se acondicionó el edificio principal, sus huertos, la cascada Nobozaki todo ello junto a una hermosa costa y dado sus condiciones climáticas cálidas, se decidió la apertura del lugar como "jardín botánico subtropical de Nagasaki" en junio de 1969.
Se transfiere su jurisdicción al Ministerio de Asuntos Económicos del Ministerio de Agricultura y Silvicultura, en 1973, y la administración fue confiada a la Fundación de la Corporación de Desarrollo de Ciudad Nobozaki en diciembre del mismo año. Cabe señalar que el sistema del gerente designado se introduce desde el 1 de noviembre de 2004. Con la fusión a Nagasaki el 4 de enero de 2005 es la "Corporación de Desarrollo Nobozaki Nagasaki", la que lo administra ahora.

## Colecciones
La Geología de esta área está formada por la erosión de los suelos y las rocas con un roca serpentina base, bajo la influencia de la corriente cálida de Tsushima que fluye cerca de la costa, el viento noroeste de invierno no golpea los huertos por estar resguadada la parte noroeste por las montañas. Esta zona pues, pertenece a la zona más cálida de Kyushu con poco invierno, siendo un lugar libre de las heladas en la península de Nagasaki.
Por lo tanto, en este ámbito, se dan las condiciones adecuadas para el desarrollo de plantas subtropicales al aire libre.
El jardín cuenta con alrededor de 2.000 especies y unas 45,000 plantas subtropicales procedentes de:
- África, baobab, Tabibitonoki y "Yusurayashi" (Chamedorea)
- Sur de Asia, "carambola" (Averrhoa carambola),  higuera de Bengala (Ficus benghalensis), "Hisuikazura" parra de jade (Strongylodon macrobotrys),..
- Australia, con banksia, diversas acacias, Karisutemon y Sutenokarupusu
- América Central y América del Sur con una colección de palmas "Shiraga yashi" (Washingtonia filifera), "Joouyashi" (Syagrus romanzoffiana),  palma de Brasil (Butia capitata), Sabaruyashi" (Sabal mexicana), etc, y plantas onamentales de flor tales como Bougainvillea, Lantana, Kaikouzu (Erythrina), Brugmansia, etc.
- invernaderos con plantas tropicales orquídeas, 14 tipos de papayas, plátano, "Jabochikaba" (Plinia cauliflora), etc, 10 especies de "longan" (Dimocarpus longan), "feijoa" (Acca sellowiana), "Guwaba" (Guayaba), Kiminobanjirou

Además de varios, el jardín cuenta con salas de exposiciones, un parque infantil y un pequeño tren monorraíl que recorre el jardín pasando por en medio del bosquete de hoja perenne de Quercus glauca.